# Jiříkovo vidění (film)
Jiříkovo vídění je český dokumentární film režisérky Marty Kovářové, který sleduje snahu o prosazení konkrétního řešení klimatické krize, jenž navrhuje otec režisérky, materiálový fyzik Jiří Svoboda.

## Vývoj
Film reflektuje několikaleté snažení režisérky, výtvarnice, pedagožky a aktivistky Marty Kovářové a jejího otce, materiálového fyzika působícího na Akademii věd v Brně, Jiřího Svobody. Dramaturgicky film vedl dramaturg Jan Gogola, ml., který dramaturgoval desítky českých dokumentárních filmů. Natáčení probíhalo mimo jiné na konferencích OSN o změnách klimatu v Madridu (2019) a Glasgow (2021). Snímek byl vybrán do střihačského workshopu dok.incubator pod pracovním názvem The World of Jiří.

## O filmu
Dokumentární film hravou a interaktivní formou pohledem režisérky a aktivistky Marty Kovářové sleduje donkichotský zápas jejího otce Jiřího Svobody s pozorností politických a společenských elit, které se snaží řešit klimatickou krizi a boj s globálním oteplováním. Ve filmu se rovněž výrazně projevuje dynamický vztah otce a dcery, kteří našli společný průnik osobních hodnot a snah. Marta jako zpěvačka brněnské skupiny Budoár staré dámy do filmu zapojuje také tvůrčí potenciál této skupiny, se kterou složí nové skladby, včetně protest songu Climatic Lament. Společně s hlavními protagonisty se podíváme do domácnosti Svobodových, ale také na klimatické konferenci OSN o změně klimatu v Glasgow.

## Citát
| „                | Cítila jsem jako svoje poslání natočit film, který by mohl rozproudit širší diskusi nejen o otcově konceptu, ale i o tom, co naše putování vlastně odkrývá o vztahu moci (lidí) a nemoci (planety). Kde jsou díry a kde limity?! Proč je to tak zaseklé? Nechť film inspiruje diváky k odvaze pro velké činy, přestože se třeba nyní zdají být neuskutečnitelné. | “ |
| — Marta Kovářová | |   |

## Galerie
- Fotografie z filmu
- Fotografie z filmu
- Fotografie z filmu
- Fotografie z filmu
- Plakát filmu

## Uvedení

### Premiéra
Snímek měl premiéru na Mezinárodním festivalu dokumentárních filmů v Jihlavě v roce 2023, kde získal cenu studentské poroty. Do českých kin byl následně uveden 2. listopadu 2023 společností Gnomon Film.

### Ohlasy
Snímek získal pozitivní recenze zejména pro intimní portrét vztahu dcery a otce, nedogmatičnost a specifický humor.